# Jean-Pierre Marguénaud
 (janvier 2024).
L'article doit être relu — et modifié si nécessaire — par des contributeurs indépendants pour apporter un regard critique aux contributions effectuées en violation des conditions d'utilisation de Wikipédia, tant sur la forme (notamment concernant le style encyclopédique, la proportionnalité) que sur le fond (la neutralité de point de vue, la qualité et l'indépendance des sources).
 (janvier 2024).
La mise en forme du texte ne suit pas les recommandations de Wikipédia : il faut le « wikifier ».
Les points d'amélioration suivants sont les cas les plus fréquents. Le détail des points à revoir est peut-être précisé sur la page de discussion.
- Les titres sont pré-formatés par le logiciel. Ils ne sont ni en capitales, ni en gras.
- Le texte ne doit pas être écrit en capitales (les noms de famille non plus), ni en gras, ni en italique, ni en « petit »…
- Le gras n'est utilisé que pour surligner le titre de l'article dans l'introduction, une seule fois.
- L'italique est rarement utilisé : mots en langue étrangère, titres d'œuvres, noms de bateaux, etc.
- Les citations ne sont pas en italique mais en corps de texte normal. Elles sont entourées par des guillemets français : « et ».
- Les listes à puces sont à éviter, des paragraphes rédigés étant largement préférés. Les tableaux sont à réserver à la présentation de données structurées (résultats, etc.).
- Les appels de note de bas de page (petits chiffres en exposant, introduits par l'outil «  Source ») sont à placer entre la fin de phrase et le point final[comme ça].
- Les liens internes (vers d'autres articles de Wikipédia) sont à choisir avec parcimonie. Créez des liens vers des articles approfondissant le sujet. Les termes génériques sans rapport avec le sujet sont à éviter, ainsi que les répétitions de liens vers un même terme.
- Les liens externes sont à placer uniquement dans une section « Liens externes », à la fin de l'article. Ces liens sont à choisir avec parcimonie suivant les règles définies. Si un lien sert de source à l'article, son insertion dans le texte est à faire par les notes de bas de page.
- La présentation des références doit suivre les conventions bibliographiques. Il est recommandé d'utiliser les modèles {{Ouvrage}}, {{Chapitre}}, {{Article}}, {{Lien web}} et/ou {{Bibliographie}}. Le mode d'édition visuel peut mettre en forme automatiquement les références.
- Insérer une infobox (cadre d'informations à droite) n'est pas obligatoire pour parachever la mise en page.

Pour une aide détaillée, merci de consulter Aide:Wikification.
Si vous pensez que ces points ont été résolus, vous pouvez retirer ce bandeau et améliorer la mise en forme d'un autre article.
Jean-Pierre Marguénaud, né le 24 mars 1951 à Eymoutiers (Haute Vienne), est un juriste, professeur agrégé de droit français. C’est un spécialiste de la Convention européenne des droits de l’homme et de la Cour européenne des droits de l’homme ainsi que du droit animalier.

## Travaux universitaires
Auteur de nombreux travaux sur les droits de l’homme et reconnu comme « spécialiste de la Convention européenne des droits de l'homme en particulier et des droits fondamentaux en général », Jean-Pierre Marguénaud est surtout connu comme spécialiste du droit animalier, ce qui lui a valu par exemple d’être auditionné en 2016 par une commission d’enquête de l’Assemblée nationale à la suite de la révélation par l’association L214 de nombreux cas de maltraitance animale dans des abattoirs, ou d’être interviewé ou cité sur le sujet par divers médias nationaux et régionaux, comme Le Monde, Libération, Le Figaro, Causeur, Ouest France, ou encore Le Populaire du Centre, qui lui a consacré un portrait.
Ses études sur le statut juridique des animaux sont reconnues dans le monde universitaire comme des « écrits séminaux ». En particulier, son article de 1998 « La personnalité juridique des animaux » est qualifié d’« étude décisive » par la philosophe Élisabeth de Fontenay. Cet article est crédité par l’historien du droit et des institutions Xavier Perrot d’un rôle important dans l’idée d’« une personnification juridique des animaux », qui va principalement « de l’étude pionnière de René Demogue en 1909 (publiée à la RTDCiv), autour de l’idée de “personnalité juridique technique” à celle théorisée de Jean-Pierre Marguénaud en 1998, publiée au recueil Dalloz ».

## Initiatives universitaires
Avec Florence Burgat et Jacques Leroy, J.-P. Marguénaud a fondé en 2009 la Revue semestrielle de Droit animalier dont il est le directeur. Par ailleurs, il est cocréateur en septembre 2016 du premier Diplôme universitaire (DU) de Droit animalier en France à l’antenne de Brive de l’Université de Limoges.
Depuis, d’autres universités ont mis en place un DU de droit animalier, comme Brest en 2020, Aix en Provence en 2021, Nice en 2021 ou Saclay en 2022. Avec d’autres universitaires, J.-P. Marguénaud est aussi le concepteur du Code de l’animal paru en 2018 chez LexisNexis. Ce Code non officiel regroupe de manière synthétique les diverses dispositions juridiques relatives aux animaux éparpillées dans de nombreux Codes tels que le Code civil, le Code pénal, le Code rural et de la pêche maritime, le Code de l’environnement, etc.